# セヴン (ナイト・レンジャーのアルバム)
『セヴン』（Seven）は、ナイト・レンジャーが1998年に発表したアルバム。
スタジオ・アルバムとしては通算8作目だが、オリジナル・メンバーのうち3人が不在だったアルバム『フィーディング・オフ・ザ・モジョ』を除けば7作目という意味合いのタイトルとされている。

## 解説
グレイト・ホワイトのジャック・ラッセルや、以前ジャック・ブレイズと共にダム・ヤンキースで活動していたトミー・ショウ等がゲスト参加した。先行発売された日本盤は、新曲12曲と『ミッドナイト・マッドネス』（1983年）収録曲「レット・ヒム・ラン」のセルフ・カヴァーが収録された内容だが、1998年7月14日にリリースされたアメリカ盤は「クレイジー・ワールド」と「レット・ヒム・ラン」が外された11曲入りとなっている。

## 収録曲
2.はインストゥルメンタル。
1. サイン・オヴ・ザ・タイムズ - "Sign of the Times" (Jack Blades) - 5:06
2. ジェーンズ・インタールード - "Jane's Interlude" (J. Blades, Kelly Keagy) - 0:26
3. パニック・イン・ジェーン - "Panic in Jane" (J. Blades, K. Keagy) - 4:39
4. ドント・アスク・ミー・ホワイ - "Don't Ask Me Why" (J. Blades) - 4:40
5. コング - "Kong" (Mark Hudson, J. Blades, Tommy Shaw) - 5:31
6. マザー・メイヘム - "Mother Mayhem" (J. Blades, Pat MacDonald) - 4:57
7. ソウル・サヴァイヴァー - "Soul Survivor" (Brad Gillis, J. Blades) - 3:51
8. シー・オヴ・ラヴ - "Sea of Love" (J. Blades, K. Keagy) - 4:34
9. クレイジー・ワールド - "Crazy World" (J. Blades, B. Gillis) - 3:59
10. ピース・サイン - "Peace Sign" (J. Blades, B. Gillis) - 4:05
11. ウェン・アイ・コール・オン・ユー - "When I Call on You" (J. Blades) - 4:02
12. レヴィレイション - "Revelation" (B. Gillis, K. Keagy, J. Blades) - 4:32
13. レット・ヒム・ラン - "Let Him Run" (Jeff Watson, J. Blades, K. Keagy) - 3:33

## 参加ミュージシャン
- ジャック・ブレイズ - リード・ボーカル、ベース、アコースティック・ギター
- ケリー・ケイギー - リード・ボーカル、ドラムス
- ブラッド・ギルス - ギター、バッキング・ボーカル
- ジェフ・ワトソン - ギター、バッキング・ボーカル
- アラン・フィッツジェラルド - キーボード

アディショナル・ミュージシャン
- ジャック・ラッセル - バッキング・ボーカル
- パット・マクドナルド - アコースティック・ギター
- マイケル・カラベロ - パーカッション
- トミー・ショウ - パーカッション、バッキング・ボーカル
- マーク・ハドソン - パーカッション、バッキング・ボーカル
- リッキー・ローソン - カウベル